# カトリーナ・キーナン
カトリーナ・キーナン（Katrina Keenan、1971年2月24日 - ）は、ニュージーランドの女子クリケット選手。元クリケットニュージーランド女子代表。

## 経歴
クライストチャーチ出身。カンタベリー大学卒業。引退後は2010年までクリケット日本女子代表の監督兼選手を務めていた。